# Меркосур
МЕРКОСУР (на испански: Mercado Común del Sur; на португалски: Mercado Comum do Sul) е най-голямото междудържавно обединение в Южна Америка. МЕРКОСУР обединява 250 милиона население и повече от 75% от общия БВП на континента. В него влизат Аржентина, Бразилия, Парагвай, Уругвай и Венецуела (от юли 2006 г.), а асоциирани членове са Чили, Боливия, Колумбия, Еквадор и Перу.
Названието на организацията произлиза от израза на испански: Mercado Común del Sur, което означава „Южноамерикански общ пазар“ (на португалски: Mercosul). Като първа стъпка към създаването на този общ пазар е послужило споразумението за свободна търговия, подписано между Аржентина и Бразилия през 1986 г. През 1990 г. към това споразумение се присъединяват Парагвай и Уругвай.
Основни административни органи на обединението са Съветът на общия пазар, Групата на общия пазар, Комисията по търговия, Съвместната парламентарна комисия, Социално-икономическия консултативен форум и Административният секретариат. В първите четири органа се работи на междуправителствено ниво. Основен принцип в дейността на висшите органи на Меркосур е консенсусът. Идеята за създаване на наднационална структура по примера на Европейския съюз не е получила подкрепа.
От 1 януари 1995 г. в съответствие със споразумението Оуро Прето, подписано през 1994 г., МЕРКОСУР преминава към по-високо интеграционно ниво: от зона за свободна търговия към митнически съюз. Във вътрешнозоналната търговия за всички участници се въвежда единна външна митническа тарифа за продукцията, внасяна от трети страни (митото за различни стоки се движи от 0% до 20%).

## История

### МЕРКОСУР
Преди независимостта на южноамериканските страни, по-голямата част от техните търговски и политически отношения се случват с прякото посредничество на Испанската империя, която забранява търговията с Бразилия. През XIX век процесът на политическа еманципация в Южна Америка акцентира върху интересите на конкуриращите се страни в региона. Те най-често са прибягвали до военни действия, например Парагвайска война, Аржентино-бразилска война и т.н.
През 1941 г., по средата на Втората световна война, Бразилия и Аржентина за пръв път опитват да създадат митнически съюз. Това обаче не се случва поради дипломатическите различия на двете страни по отношение на политиките на Тристранния пакт след атаката над Пърл Харбър. С края на войната нуждата от взаимодействие между двете страни станала неизбежна, това довело и до формирането на икономически блокове. В Латинска Америка обаче не се е стигнало до съюз, който да доведе до желани резултати.

#### „Декларацията от Игуасу"
През декември 1985 г. бразилският президент Жузе Сарней и аржентинският му колега Раул Алфонсин парафират „Декларацията от Игуасу", фундамент за икономическата интеграция на т. нар. Южен конус. И двете страни, току-що загърбили диктаторските режими, трябвало да насочат икономиките си към външния и глобализиран свят.
И Бразилия, и Аржентина натрупват голям външен дълг през периода на военното правителство, следователно нито една от тях не се ползва с доверие от останалия свят. И двете страни се нуждаели от голяма инвестиция, но не парична. Тази всеобща ситуация ги кара да осъзнаят взаимната си нужда и услужливост. Малко след подписването на „Декларацията от Игуасу“, през февруари 1986 г. Аржентина обявява намерението си за „преференциално сътрудничество“ с Бразилия. В частен имот в Дон Торкуато се състои среща, на която е обсъден този въпрос. Преговорите, продължили 2 дни, протичат в среда на обмен на идеи и излагане на позиции относно икономическия статус на областта.

### Асоциация за свободна търговия на Латинска Америка (ALALC)
Скоро след създаването на Европейската общност за въглища и стомана (1954 г.) и Европейската икономическа общност (1957 г.), в Латинска Америка вече започват да се предприемат първите стъпки към регионална интеграция. Споразумението, което създава Асоциацията за свободна търговия на Латинска Америка (ALALC), подписано през 1960 г., допринася за създаването на зона за свободна търговия чрез периодични и селективни преговори между страните-членки. Този избор на преговори по преценка на участващите държави, различен от обичайния подход за автоматично намаляване на вносните мита, първоначално допринася за бързото развитие на програмата ALALC, която въпреки това през 1965 г. губи своя устрем и впоследствие почти стига до пълен застой през 1970-те години.
По този начин, въпреки че взаимната търговия между държавите членки е насърчавана, разликата между първоначалните цели на организацията и постигнатите резултати, остава голяма.

### Асоциация за интеграция на Латинска Америка (ALADI)
Асоциацията за интеграция на Латинска Америка (ALADI), създадена през 1980 г. с цел да замести ALALC, използва различни средства в опита си да внедри интеграция сред страните-членки. На мястото на зоната за свободна търговия, установена от ALALC, се създава зона за икономически преференции, установяващи предпоставки, стимулиращи развитието на двустранните инициативи като предшественик на институцията за многостранни взаимоотношения на Латинска Америка. По този начин ALADI позволява сключването на споразумения и съвместни действия между страните в региона, които са осъществявали само ограничени връзки помежду си. Създаването на общ пазар обаче все още остава дългосрочна цел.

## Членове
Държави членки
- Аржентина
- Бразилия
- Венецуела (прекратено членство)
- Парагвай
- УругвайБоливия

Асоциирани членове
- Чили
- Боливия
- Колумбия
- Еквадор
- Перу

### МЕРКОСУР
В рамките на системата ALADI Бразилия и Аржентина подписват през 1986 г. дванадесет търговски протокола: това именно е и първата предприета от двете страни стъпка към взаимното им сближаване, което официално стартира през 1985 г., посредством „Декларацията от Игуасу“. За да допълнят и подобрят досегашните си споразумения, Бразилия и Аржентина подписват през 1988 г. Договор за интеграция, сътрудничество и развитие, който поставя начало на изграждането на общ пазар между двете страни в рамките на десет години, с постепенното премахване на всички тарифни бариери и хармонизирането на макроикономическите политики на двете страни. Освен това е постановено, че това споразумение ще бъде отворено за всички други страни от Латинска Америка.
След присъединяването на Парагвай и Уругвай на 26 март 1991 г. в Асунсион, Парагвай, е подписан нов договор между четирите страни-членки, който предвижда създаване на общ пазар между тях, известен като Южния общ пазар (МЕРКОСУР).
Боливия, Чили, Венецуела, Колумбия и Перу, проявяват своя интерес за присъединяване към МЕРКОСУР. Други страни от Латинска Америка, заинтересовани от участие, които са членове на ALADI, могат първоначално да се присъединят посредством споразумения за асоцииране с държавите членки, които могат постепенно да бъдат разширени до постигане на пълно участие във формирането и провеждането на общия пазар. Преговорите с Чили за постепенно намаляване на търговските мита спрямо държавите членки на МЕРКОСУР, бързо напредват. Един от основните проблеми с влизането на Чили в МЕРКОСУР обаче е тарифата за офшорни мита, която Чили налага при 11% твърда ставка, докато при останалите държави членки на Меркосур, ставките варират от нула до 20%.

## Цели на Меркосур
- Свободно движение на стоки, услуги и капитали между държавите, елиминиране на нетарифните ограничения;
- Въвеждане на обща митническа тарифа и приемането на обща търговска политика по отношение на трети държави, както и съгласуването на позициите в регионални и международни търговски и икономически срещи;
- Координация на макроикономическите и секторните политики на държавите членки, свързани с външната търговия, селското стопанство, промишлеността, данъци, парична система, обмен и капитали, услуги, митници, транспорт и комуникации, както и всички други, подлежащи на споразумение, за да се гарантира свободна конкуренция между държавите членки;
- Поемане на ангажимент от държавите членки в направа на необходимите промени в техните законодателства в области, отнасящи се до възможности за засилване процеса на интеграция. Договорът от Асунсион се основава на доктрината за реципрочните права и задължения на държавите членки. МЕРКОСУР първоначално е бил насочен към зоните за свободна търговия, след това фокусът е към митническото обединение, за да достигне до идеята за общ свободен пазар, където в допълнение към митническото обединение на свободното движение на хора и капитали в държавите членки е възможно и зависи от равните права и задължения дадени на всички страни по Договора. По време на преходния период, в резултат на хронологичните различия във фактическото внедряване на либерализация на търговията от държавите членки, правата и задълженията на всяка страна, първоначално ще бъдат еквивалентни, но не непременно равни. В допълнение към доктрината за реципрочност, Договорът от Асунсион съдържа и разпоредби по отношение на концепцията на най-облагодетелстваната нация, според която след създаването на общ пазар, страните-членки се задължават автоматично да дадат на другите страни по договора всякакво предимство, полза, право, имунитет или привилегия, по отношение на продукт, предназначен за държави, които не са страни по ALADI.